# Termeno sulla Strada del Vino
Termeno sulla Strada del Vino/Tramin an der Weinstraße es una localidad y comune italiana de la provincia de Bolzano, región de Trentino-Alto Adigio/Tirol del Sur, con 3.231 habitantes.

## Evolución demográfica
| Gráfica de evolución demográfica de Termeno sulla Strada del Vino entre 1861 y 2001 |
|                                                                                     |
| Fuente ISTAT - elaboración gráfica de Wikipedia                                     |